# Садовая (Вологодская область)
Садовая — деревня в Белозерском районе Вологодской области.
Входит в состав Глушковского сельского поселения, с точки зрения административно-территориального деления — в Глушковский сельсовет.
Расстояние по автодороге до районного центра Белозерска составляет 11 км, до центра муниципального образования деревни Глушково — 4 км. Ближайшие населённые пункты — Колодино, Никиткино, Туриково, Шейкино.
Население по данным переписи 2002 года — 11 человек.

## Съёмки фильма«Калина красная»
В деревне снимали фильм Шукшина «Калина красная».